# Delphinium munzianum
Delphinium munzianum là một loài thực vật có hoa trong họ Mao lương. Loài này được P.H.Davis & Kit Tan mô tả khoa học đầu tiên năm 1986.